# Kino nocne
Kino nocne – siódmy studyjny album polskiego rapera Piha. Wydawnictwo ukazało się 2 grudnia 2014 roku nakładem wytwórni muzycznej Pihszou Records w dystrybucji My Music. Produkcji nagrań podjęli się Czarny HIFI, Teka, No Name Full Of Fame (NNFOF), Pawbeats, David Gutjar, Matheo, Sqra, Urban, RX oraz Bob Air. Z kolei wśród gości na płycie znaleźli się Chada, Joka, Buka, Pezet, Peja, Kaczor, Borixon, Fu, Sobota oraz Ero.
Płyta dotarła do 12. miejsca zestawienia OLiS.

## Lista utworów
Opracowano na podstawie materiału źródłowego. 
1. „Kino nocne” (produkcja: Czarny HIFI) - 4:23
2. „W strzępach parasol (produkcja: Teka, gościnnie: Chada) - 4:56
3. „Nie ma miejsca jak dom II (z ojca na syna)” (produkcja: No Name Full Of Fame (NNFOF)) - 4:02
4. „Przeszłość niemile widziana” (produkcja: Pawbeats, scratche: DJ Perc gościnnie: Joka i Buka) - 4:46
5. „Dzień, w którym dowiedziałeś się, że jesteś martwy” (produkcja: Pawbeats) - 3:57
6. „Śniadanie mistrzów 2” (produkcja: Pawbeats, gościnnie: Pezet i Peja) - 5:01
7. „Wielkomiejski sznyt” (produkcja: David Gutjar, gościnnie: Kaczor i Borixon) - 4:34
8. „John McEnroe” (produkcja: Matheo) - 3:19
9. „Świadek mimo woli” (produkcja: No Name Full Of Fame (NNFOF)) - 4:44
10. „Słuchaj mnie” (produkcja: Sqra, scratche: DJ Perc) - 4:30
11. „Jest impreza” (produkcja: Matheo, gościnnie: Fu, Sobota i Ero) - 4:19
12. „Za późno” (produkcja: Urban) - 4:10
13. „Sanktuarium” (produkcja: RX) - 4:22
14. „Sandman” (produkcja: Bob Air) - 4:29
15. „Późną nocą” (produkcja: Pawbeats) - 4:40
16. „Alfabetyczny morderca” (produkcja: Urban) - 3:16